# Sajóvelezd
Sajóvelezd község Borsod-Abaúj-Zemplén vármegyében, a Putnoki járásban.

## Fekvése
Kazincbarcika és Putnok között fekszik, utóbbi délkeleti szomszédságában, mintegy 4 kilométerre, a Sajó jobb parti, déli oldalán. Belterülete a folyóba torkolló mercsei és királdi völgy betorkolásától keletre alakult ki. Az árterület jó mezőgazdasági művelést biztosít, míg a hegység keleti és nyugati lejtőin gyümölcs- és szőlőtermelést lehet folytatni. Lakott része 166 méter tengerszint feletti magasságban van.

### Megközelítése
Főutcája a 2527-es út, Putnokkal pedig a 2523-as út köti össze. Az ország távolabbi részei felől a 26-os főúton közelíthető meg, Vadna után letérve, vagy Putnokon keresztül.

## Nevének eredete
Neve a Veres személynévből ered. Kövér volt az egyik család aki birtokolta, s ennek a családnak a „tapadék” neve lehetett, mert már az első oklevélben így nevezték: Kuer de Werez.

## Története
A község kialakulása a 13. század első felére tehető, amikor is a Hont-Pázmány nembeli Miklós fia Atyha, új falvakat alapított Velezden és Gyarmaton. Jó ideig ezeket a falvakat Atyha-Velezdnek, illetve Atyha-Gyarmatának nevezték. [Az említett nemzetség legkiemelkedőbb tagja az igen gazdag Lampert comes (ispán) volt, akihez Szent László király maga adta nőül testvérhúgát, Szépát, az úr 1084. évének húsvétján, Bozókon. Lampert 1124-31 között, nejével és fiával együtt bencés monostort alapított Szent István király tiszteletére.]
Atyha magtalanul hunyt el 1294 előtt. A nemzetségen belüli pereskedés Velezdért az 1347-es országbírói törvényszék ítéletéig tartott és csak 1348-ban zárult le végleg, miután Velezden lakó Miklós fia János kiegyezett a szintén e nemzetséghez tartozó Osgyániakkal.
A velezdi vár építéséről először egy 1284-ben kelt okirat tesz említést. Magáról a községről az első írásos feljegyzés 1294-ből ismert. Ekkor „Welez” formában szerepelt, mint a Hont-Pázmány nemzetség ősi birtoka. A két részből álló falu (Alsó- és Felső-Velezd) Szent Györgyről elnevezett egyházának papja az 1332. évi plébániai összeírások szerint 10 garas pápai tizedet fizetett. 1411-ben a Hont-Pázmány nembeli, Hont megyei ág, Födémesi al-ágához tartozó, helyben lakó Kövér család birtok megerősítést kapott Velezdre Zsigmond magyar királytól. Az 1427-es adóösszeírás a szomszédos Gömör vármegyében a Hont-Pázmány nembeli Kövér család 26 portáját említi. Velezdi Kövér Veronika férje az egri káptalannak 1428-ban kelt oklevele (N31) szerint Radvánszky László volt. ("Ladislaus de Radvan 1417 maritus Veronicae Kövér de Velezd")
1439-ben megjelentek a környéken (Brandysi) Jiskra János huszita hadai. Megkezdődött a hosszú évekig tartó vallásháború, mely súlyosan érintette a lakosságot. Ekkortól jelentek meg a felvidéki falvakban, városokban Jiskra letelepedett katonái (lovagjai pl. Boczkó lásd. pl. Kövi falu). Ez az időszak a szabad rablás és a rablólovagok kora volt. 1460. augusztus 26-án Mátyás király a Fekete serege élén foglalta vissza a husziták oldalára állt velezdi Kövér György tulajdonában lévő várat. Kövér György hűségesküt tett Mátyás király mellett és felesküdött a katolikus vallás védelmére, továbbá esküvel fogadta, hogy felhagy a környék sarcolásával. A kor váruraira jellemző módon ő is kihasználta a husziták okozta káoszt, rablólovagként tartotta rettegésben martalócaival a környéket.
1487. augusztus 6-án I. Mátyás király adófizetésre szólította fel az ország nemeseit, Velezd urait is.
1514-ben a székely Dózsa György-féle parasztfelkeléskor a paraszt hadak portyázó csapatai Zombor faluban, különösen a velezdi Kövér-családnak okoztak nagy kárt (Ide voltak kénytelen menekülni ezekben a zavaros időkben Velezdről) amennyiben okleveleiket és írásaikat magukkal vitték és megsemmisítették. Ennek következtében II. Ulászló magyar király utóbb (1515. október 19-én) néhai velezdi Kövér Mihály gyermekei (György, János, Dorottya és Margit), valamint néhai velezdi Kövér János gyermekei (János, Zorárd, Antal, Pál és Brigitta) részére új adományképpen adományozta a zombori részjószágokat, amelyek régtől fogva az ő tulajdonaik voltak. („datum Bude, feria sexta proxima post festum beati Luce”)
1515. november 18-án Tomori Pál hadvezér, későbbi kalocsai érsek Buda felé tartó útját megszakítva Velezden írt levelében figyelmeztette Eperjes városát a székely Brassai András deák lefejeztetése dolgában s óva intette őket a székelyektől, kik sem istentől, sem embertől nem félnek. Ezért javasolta, hogy őrizkedjenek a lefejezett András deák atyafiaival való ismeretségtől.
„Prudentes ac nobiles domini et amici honorandissimi Post salutem. Accepi litteras dominationum... …sed michi dixit, ut nullo assumpmit, quia medio mei regia maiestas illum nunc vocavit Budam. Si igitur illi illud onus imponitur, extunc rogo, ut si antea intentionem concordandi non habuistis, etiam concordetis, ea ratione, ut plures habeatis amicos quam inimicos. Valere dominationes vestras opto. Ex Welezd , die dominico proximo ante festum beate Elizabeth vidue, anno 1515. Paulus Thomory comes et castellanus propria manu raptim” (Eperjes város lt. Történelmi Tár 1882. 84)
1555-ben Velezden is aratott a "fekete halál", lakosságát pestis pusztította. Egy évvel később, 1556-ban a török dúlta s égette fel házait, majd 1578-ban Velezd várát is sikerült elpusztítani a portyázó seregnek.
Kövér Dorottya (Kövér György és Korláth Krisztina leánya) hozományként vitte a falut és a körülötte lévő birtokot a felsővadászi Rákóczi Györggyel kötött házasságába (ekkor vált a falu teljes lakossága reformátussá) – gyermekeik: Imre, László, Lajos (1607. november 5-től báró, generális, Kálló várkapitánya, a hajdúk főkapitánya, Rákóczi Zsigmond erdélyi fejedelem unokatestvére, majd 1608. december 5. után gyermekeinek gyámja) kinek halálával 1612. január 3-án (Mező) Zombor a Rákóczi-család ezen férfiága kihalt)
1582 évi adó összeírás szerint: „Welezd – Rákóczi Lajosé. Tóth Albert bíró és Nagy Péter esküdt vallotta, hogy kezdetben török uruknak 40 forintot fizettek, azután 50 forintot. Császár adóját 5 forintot.
Szablyapénzt semmit sem fizettek. Vajat 5 pintet adtak, mézet ugyanennyit, ami 2 forintot tesz ki.
Két kaszást küldtek, ezenkívül semmit sem szolgáltak. Keresztény földesuruknak a fele adót fizették , tudniillik minden egyes jobbágy 50 dénárt. Tizedet is adtak neki és szolgálatokat
teljesítettek.”
Az 1619. július 15-i egyházlátogatás alkalmával Alsó-Velezden felvett jegyzőkönyvben szereplő nevek: „VELEZD Mater Ecclesia Visitatio anno 1619 15 die Julii. Pastor Andreas Briznobaniensius Reditus Ecclesiae.......Testantes et referentes Ambrosius Gecze Judex, Paulus Uy et Franciscus Jobbagy.” (Tanúk és jelentéstévők Gecse Ambrus bíró, Ujj Pál és Jobbágy Ferenc) Ez a jegyzőkönyv, a Filialis Felső-Velezdet puszta (lakatlan) telekként említi. A gróf galántai Esterházy Miklós nádor által elrendelt a török által újonnan és régebben hódoltatott falvak adóinak és kárainak 1641. évi összeírása szerint: „Possessio Velezd: Velezdiensis civis Stephanus Laczik colonus illustrissimorum orphanorum, annorum 60. juratus, examinatus fassus est. Tudom, hogy elsıben az velezdi summa 60 forint, annak utána öt héján száz forintra ment fel. Az szolgálat helyett alkudtunk meg vele 50 forintban, azt is megadjuk, azon kívül annyit szolgáltat, az mint akarja. 35. Velezdiensis judex primarius Toth Petrus colonus generosi domini Joannis Szemere, annorum 60. juratus, examinatus fassus est, uti tricesimus quartus.” (B.-A.-Z. m. Lt – 501/b. II. I. 6. 1. – Acta politica)
1694-ben II. Rákóczi Ferenc elzálogosította a falut a Dőry-családnak. A Rákóczi-szabadságharc leverését követően az 1715. évi 49. törvénycikk a fejedelmet és híveit számkivetettnek nyilvánította, s megfosztotta vagyonától, így a többi fejedelmi birtokkal együtt Velezd is a koronára szállt. 1715 után új adományozás és vásárlás útján, új birtokos családok jelentek meg: Dőry, Radvánszky, Szepessy, (Dőry András feleségével Péry Annával, annak halála után, második feleségével, Nikházi Máriával tovább szaporítja a Dőry vagyont. Ők szerzik meg s veszik át a Rákóczi-családtól Kazincz, Vadna, Velezd stb. falvakat) A Kövér-család, amely a XIII. századtól kezdve Alsó- és Felső-Velezd birtokosa a Rákóczi-szabadságharcban való részvétele és a fejedelmi családdal való rokoni kapcsolata miatt, elveszítette birtokait Alsó- és Felső-Velezden. A Kövér-család ekkor süllyedt köznemesi sorba.
Az 1715. évi országos összeírás szerint adókötelesek: Joannes Denes, Georgius Jobbagy, Georgius Jobbagy, Stephanus Kővér, Stephanus Denes, Martinus Kővér.
1739. március 16-án a református falu lakossága a putnoki „Mater ecclesia”-tól okiratban vált el és „Filiális ecclesia”-ként, önálló templom építésébe kezdett. Ettől az időponttól vált önálló gyülekezetté Sajóvelezd. Az eredeti 1739. március 16-án, a putnoki református parókián kelt, Szentgyörgyi Sámuel által ellenjegyzett, viaszpecséttel ellátott, családi levéltárban meglévő, okiratban foglaltak szerint. Az eredeti okiraton Velezd képviseletében: a Nagy, Dancs, Kovács, Kis, Jobbágy, Jobbágy családfők keze vonása (nevük utáni „X”) látható.
1740-1791 között Dubicsány anyaegyháza.
Mária Terézia 1767. január 23-án kiadott úrbéri pátense értelmében Velezden az alábbi – jobbággyal és zsellérrel bíró – birtokos nemesek irattattak össze: Radvánszky Ferenc (13 fő), Szepessy László (8 fő), Czékus Sámuel (5 fő) , Ragályi József (2 fő), Csoma Zsigmond (1 fő), Ujj András (1 fő). (MNL OL Mária Terézia úrbéri tabellái)

## Közélete

### Polgármesterei
- 1990–1994: Dienes József (független)[12]
- 1994–1998: Dienes József (független)[13]
- 1998–2002: Tóth László (független)[14]
- 2002–2006: Tóth László (független)[15]
- 2006–2010: Pál Katalin (független)[16]
- 2010–2014: Pál Katalin (független)[17]
- 2014–2019: Pál Katalin (független)[18]
- 2019–2024: Pál Katalin (független)[19]
- 2024– : Pál Katalin (független)[1]

## Népesség
A település népességének változása:
| Lakosok száma | 810  | 799  | 791  | 709  | 704  | 705  | 685  |
|               | 2013 | 2014 | 2015 | 2021 | 2022 | 2023 | 2024 |

A 2001-es népszámláláskor a település lakosságának 82%-a magyar, 18%-a cigány nemzetiségűnek vallotta magát.
A 2011-es népszámlálás során a lakosok 93,9%-a magyarnak, 13,6% cigánynak, 0,4% németnek mondta magát (5,9% nem nyilatkozott; a kettős identitások miatt a végösszeg nagyobb lehet 100%-nál). A vallási megoszlás a következő volt: római katolikus 26,6%, református 50,1%, görögkatolikus 0,2%, evangélikus 0,2%, izraelita 0,2%, felekezeten kívüli 6,7% (11,6% nem válaszolt).
2022-ben a lakosság 94%-a vallotta magát magyarnak, 7,2% cigánynak, 0,3% örménynek, 0,1-0,1% szlováknak, németnek, szerbnek, horvátnak és románnak, 2,1% egyéb, nem hazai nemzetiségűnek (5,8% nem nyilatkozott; a kettős identitások miatt a végösszeg nagyobb lehet 100%-nál). Vallásuk szerint 15,9% volt római katolikus, 34,1% református, 0,6% görög katolikus, 2,7% egyéb keresztény, 0,3% izraelita, 0,1% evangélikus, 12,4% felekezeten kívüli (32,2% nem válaszolt).

## Nevezetességei
- Református templom (1739-ben vált el a sajóvelezdi református közösség a putnokitól, ettől kezdve vált önálló gyülekezetté)
- Tájház (A környékre jellemző mindennapi használati tárgyak és kisnemesi berendezések tekinthetőek meg, főleg a Boczkó, Kormos és más családok hagyatékából)
- Háborús emlékmű
- Sajóvelezdi vár
- Damasa-szakadék tanösvény

## Érdekesség
- Tamás István putnoki költő verset írt a településről, amit 2008-ban a helyi kultúrházban, egy ünnepség keretén belül elő is adtak a nagyközönségnek.
- Az 1460. augusztus 26-i várostrom bővebb leírása, elbeszélése a Várjáró Magazin 2016. január 25-én megjelent 26. számában – a velezdi Kövér (Kewer de Welezd) család kései leszármazottja – Fazekas György Alpár írásában olvasható.

## Ismert személyek
- Itt született 1950. január 28-án Farkas István közgazdász, pénzügyi szakpolitikus, bankár, miniszterhelyettes, kormánybiztos.

## Képtár

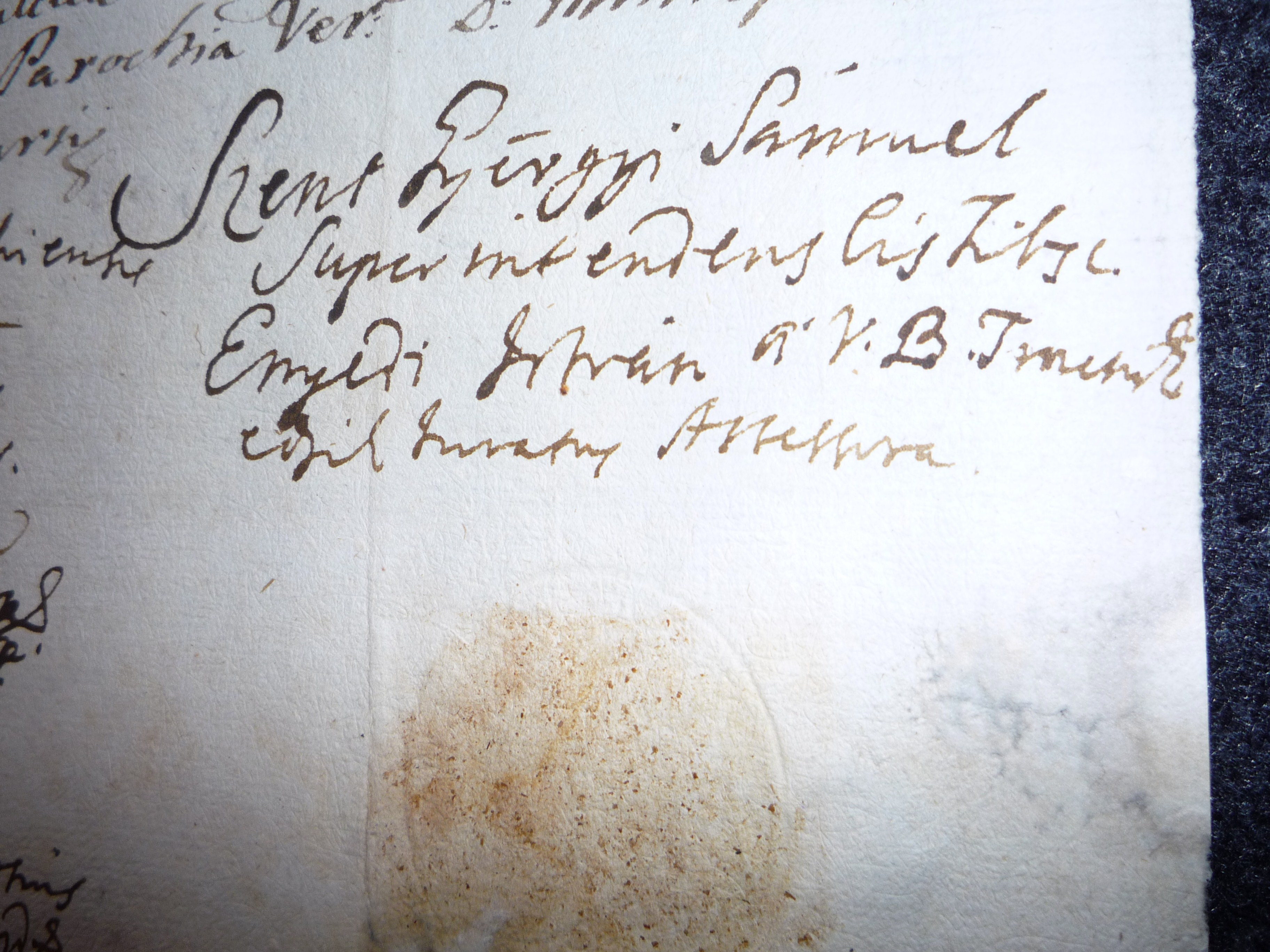
Szentgyörgyi Sámuel aláírása
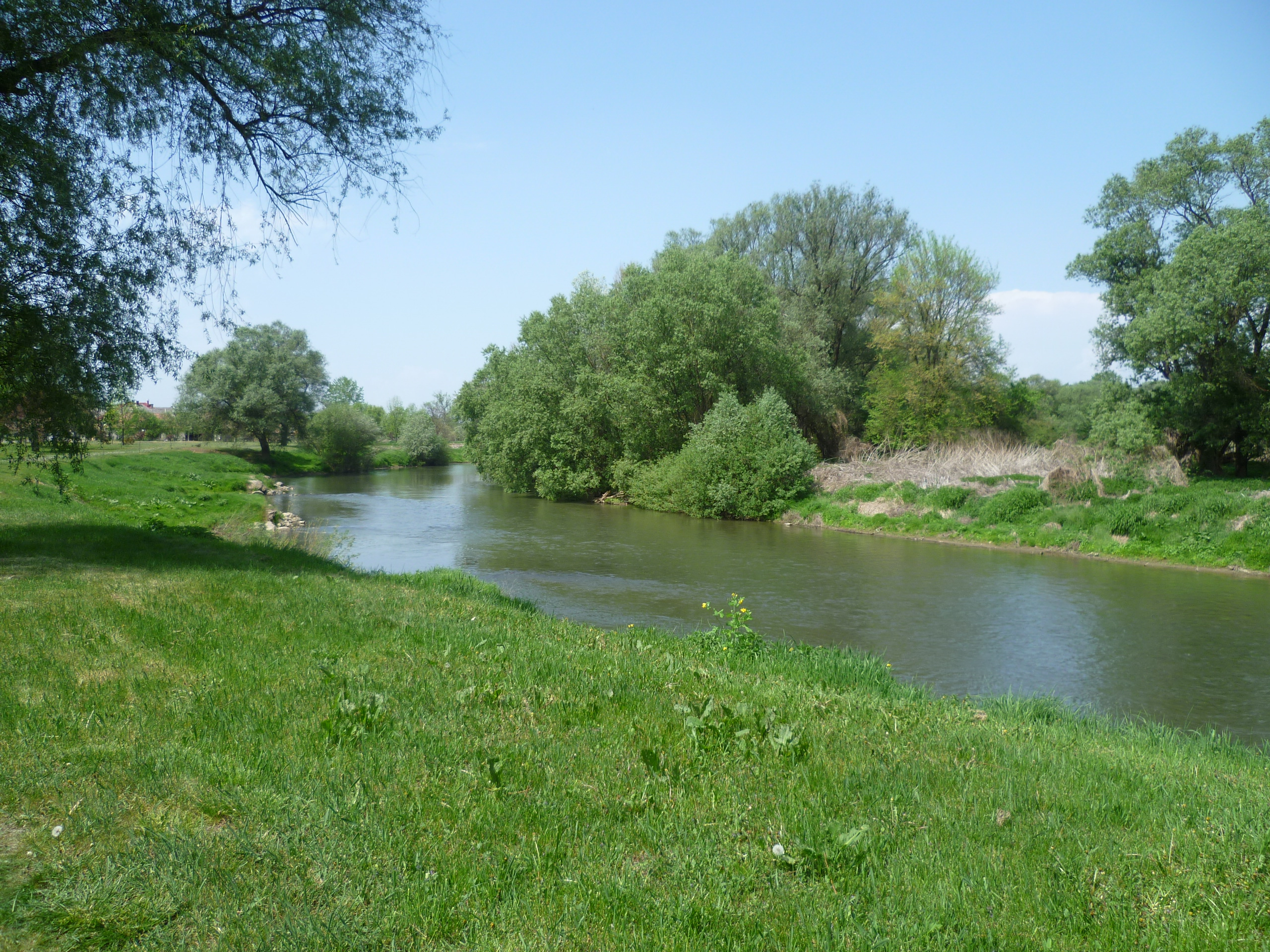
A Sajó Velezdnél

## Külső hivatkozások
- Sajóvelezd